# Idrætsforeningen Skjold (Sæby)
 Denne artikel omhandler Idrætsforeningen Skjold i Sæby. For andre betydninger af Idrætsforeningen Skjold, se Idrætsforeningen Skjold.
Idrætsforeningen Skjold (ofte omtalt som IF Skjold Sæby) er en fodboldklub i Sæby, som blev stiftet den 1. maj 1910.
Klubben vandt sølv ved DM i futsal for mænd 2010.